# Dubiefostola auricollis
Dubiefostola auricollis là một loài bọ cánh cứng trong họ Cerambycidae.